# Amore e rabbia
Amore e rabbia è un film collettivo italo-francese del 1969, composto da cinque episodi diretti da altrettanti registi. È stato presentato al Festival di Berlino nel 1969, con il titolo Vangelo '70, con l'intento di rappresentare una rilettura laica e contemporanea dei testi evangelici.

## Il film
Il film, presentato al XIX Festival di Berlino nel 1969 con il titolo di Vangelo '70, prende spunto per gli episodi diretti da Lizzani e Bertolucci rispettivamente dalle parabole del buon samaritano e del fico sterile, mentre l'episodio diretto da Pasolini parla della colpa dell'innocenza fra gli orrori del mondo contemporaneo.

### L'indifferenza
L'episodio è diretto da Carlo Lizzani ed è tratto dalla parabola del buon samaritano, con protagonista Tom Baker, ambientato in una strada ai giorni nostri.

### Agonia
Nell'episodio Agonia, diretto da Bernardo Bertolucci, un vecchio vescovo agonizzante ha una visione e si rende conto poco prima di morire di aver trascorso infruttuosamente la propria esistenza.
L'episodio, costituito prevalentemente da una lunga sequenza onirica, s'ispira alla parabola del fico sterile.

### La sequenza del fiore di carta
Nell'episodio diretto da Pier Paolo Pasolini, Riccetto (Ninetto Davoli) percorre le strade di Roma senza rendersi conto del male e della sofferenza intorno a sé. Dio gli parla, ma non ne ascolta la voce. La lunga sequenza, alternata ad immagini di Riccetto che balla per la strada con un grande fiore rosso in mano, e spesso sovrapposta a filmati che ritraggono le più crude immagini della storia della prima metà del Novecento, si conclude con la morte del protagonista, colpevole di non saper rinunciare alla propria innocenza per aprire gli occhi sul mondo che lo circonda.

### L'amore

Paolo Pozzesi e Catherine Jourdan

L'episodio L'amore è diretto dal regista francese Jean-Luc Godard. Nell'imminenza delle nozze, due giovani fidanzati (lei francese, lui italiano) si trovano a conversare in un attico romano. I due testimoni (anche in questo caso lei è francese, lui italiano) si ritrovano a chiacchierare di amore e rapporti sentimentali sulla vicina terrazza, affacciata sopra il magnifico panorama di Roma. Il dialogo tra lo sposo di provenienza proletaria, che parla come un marxista, e la sposa che viene dalla borghesia parigina, rivela l'impossibilità del matrimonio tra due giovani di estrazione così diversa.
I due rinunciano all'amore e si lasciano di comune accordo, malgrado la tenerezza reciproca.

### Discutiamo, discutiamo
L'episodio Discutiamo, discutiamo di Marco Bellocchio è un esempio di dialettica fra parti rivoluzionarie e non durante un'occupazione d'università.

## Produzione
I primi tre episodi costituivano, insieme a Seduto alla sua destra di Valerio Zurlini, il nucleo originale di Vangelo '70. Successivamente Seduto alla sua destra, poi distribuito come pellicola a sé stante, venne sostituito da L'amore e Discutiamo, discutiamo.

## Accoglienza

### Critica
Il corto è un breve apologo sulla inconciliabilità tra classi sociali, e (come emerge dai dialoghi) fra Parigi e il terzo mondo.